# Ulica Skawińska w Krakowie
Ulica Skawińska – ulica w Krakowie, w dzielnicy I Stare Miasto, na Kazimierzu. Jest to przecznica ul. Krakowskiej po jej nieparzystej stronie i prowadzi do Bulwarów Wiślanych.

## Historia
Została wytyczona w planie lokacyjnym Kazimierza w 1335 r. jako wybiegająca z południowo-zachodniego narożnika ówczesnego rynku kazimierskiego (którego fragment stanowi dzisiejszy Plac Wolnica) w kierunku Skawiny.
Dawniej ulica kończyła się obronną Bramą Skawińską. Na przedłużeniu ulicy, nad Wisłą, znajdował się drewniany Most Skawiński, wiodący w stronę Skawiny i Myślenic – został on spalony w 1657 r. przez opuszczających miasto po Potopie Szwedów (wraz z innymi krakowskimi mostami). Został on zastąpiony przeprawą promową, która nie ciesząc się popularnością, wkrótce została zlikwidowana.
Ulica dawniej zwana była ulicą św. Jakuba – na obecną nazwę przemianowana została pod koniec XVIII w po tym, jak ok. 1785 r. zburzono średniowieczny kościół św. Jakuba Apostoła. Do dziś pozostały tylko resztki fundamentów kościoła znajdujące się na przylegającym do ulicy Bulwarze Inflanckim (pomiędzy ul. Skawińską a Wietora).
Przed II wojną światową mianem ulicy "Skawińskiej Bocznej" nazywano obecną ulicę Hieronima Wietora.

## Budynki
- nr 2 (róg ul. Krakowskiej 41) – Gmach Zarządu Gminy Wyznaniowej Żydowskiej powstał w 1911 r. według projektu Hermana Lamensdorfa.
- nr 4 – Klasztor Braci Albertynów
- nr 6 – Kuchnia Braci Albertynów
- nr 5 (róg Augustiańskiej 19-21) – zabytkowa kamienica
- Ul. Skawińska 8 – Dawny Szpital Żydowski zbudowany w 1861 według projektu  Antoniego Stacherskiego. W 1938 powstał w nim dom modlitwy. Działały do 1941.  Nad wejściem znajduje się tablica pamiątkowa informująca o istnieniu w tym budynku żydowskiego szpitala. Po wojnie znajdowała się tutaj, do 2019, II Katedra Chorób Wewnętrznych Szpitala Uniwersyteckiego. Przed szpitalem rzeźba autorstwa Karola Gąsienicy Szostaka, odsłonięta w listopadzie 1998 roku, poświęcona pamięci Piotra Skrzyneckiego, przyjaciela i wieloletniego pacjenta profesora Andrzeja Szczeklika, kierownika kliniki. Obecnie jest to budynek dydaktyczno-administracyjny CM UJ.
- nr 20, 22, 23, 25 – zabytkowe kamienice[2]
- nr 31 – zabytkowy budynek projektu Samuela Singera, powstały w latach 1938-1939 dla Stowarzyszenia do Niesienia Pomocy Ekonomicznie Podupadłym Żydom Bejt Lechem (Dom Chleba)[2].

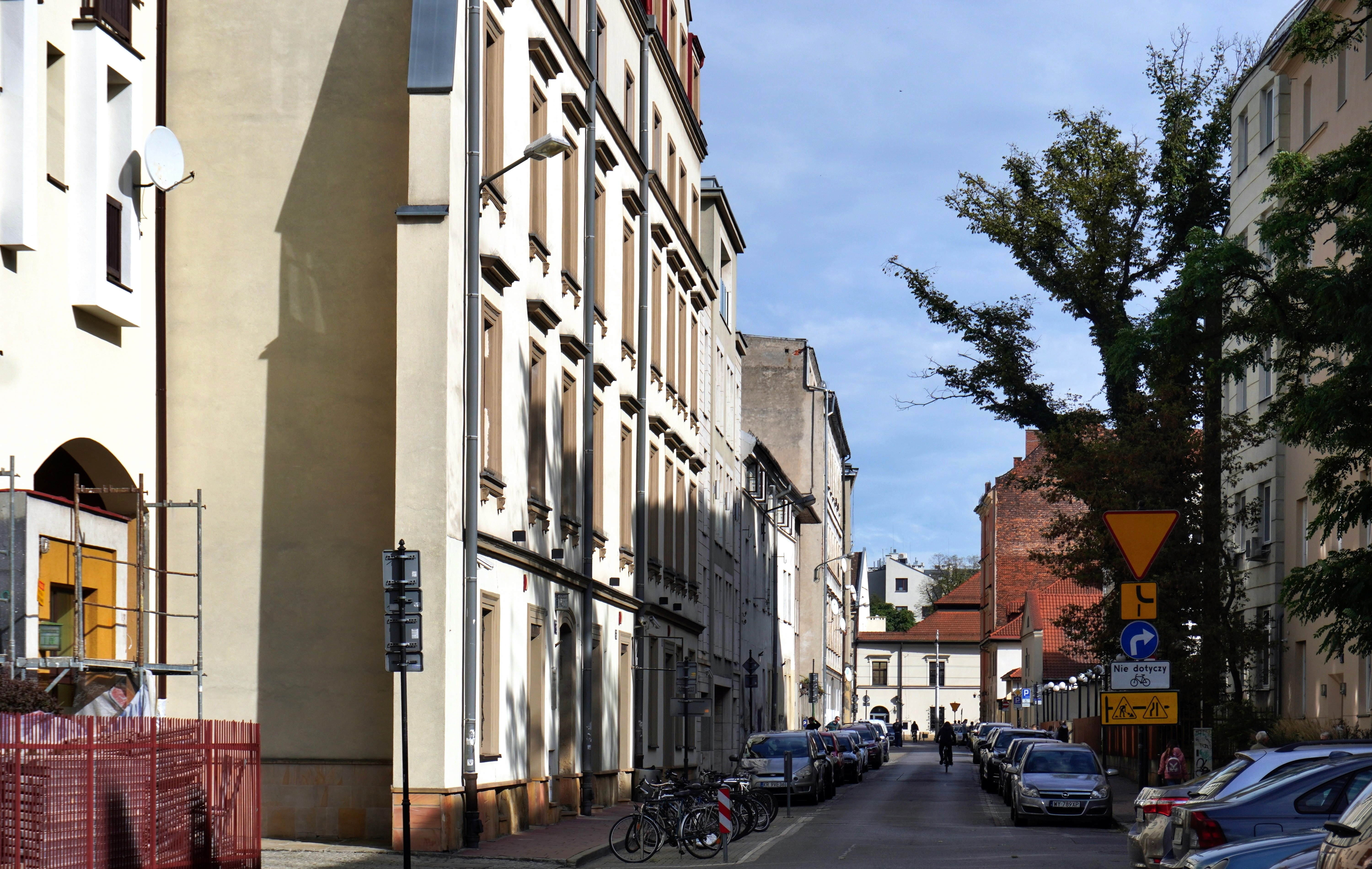
Widok od skrzyżowania z ul. Wietora na wschód
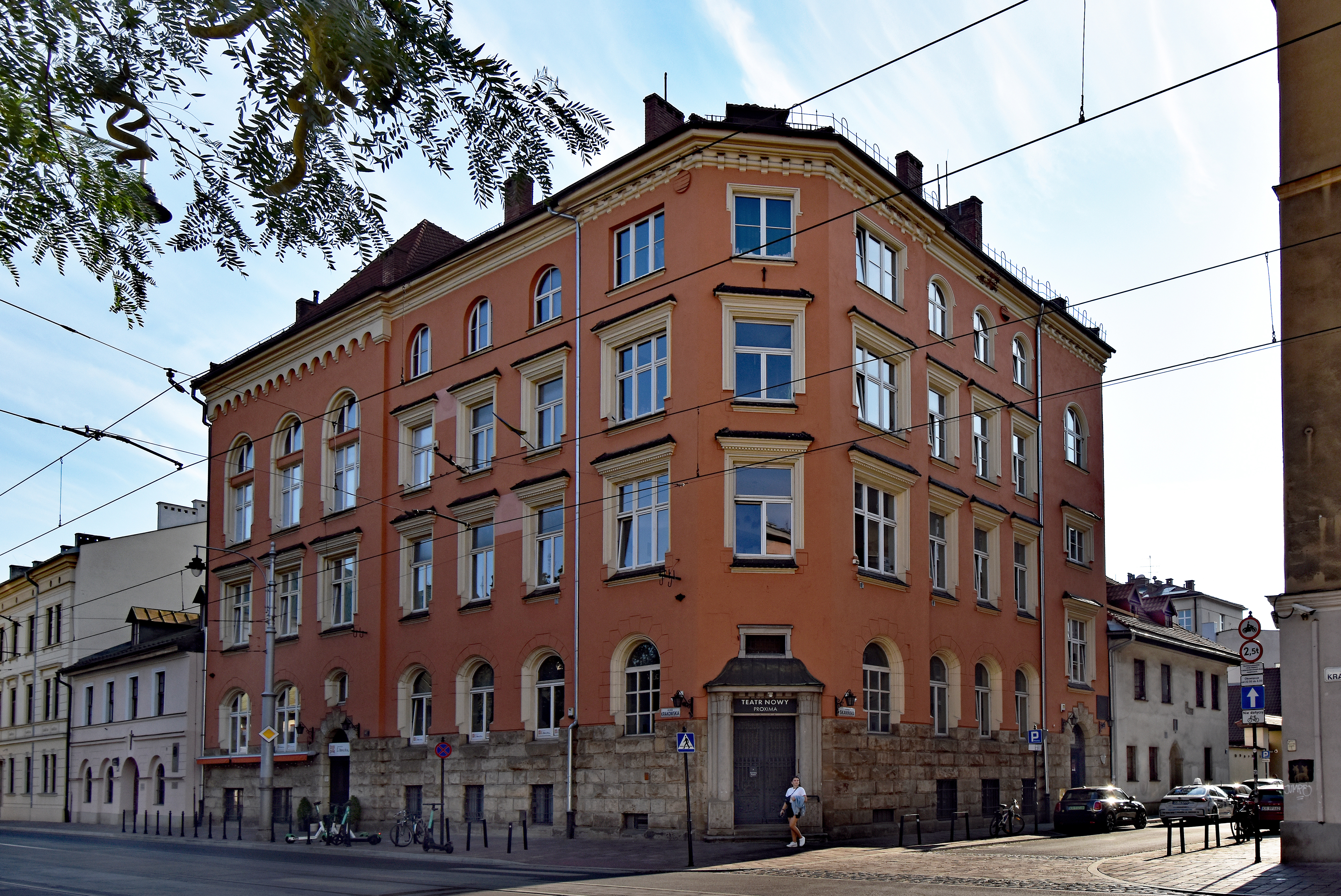
ul. Skawińska 2 (ul. Krakowska 41) Budynek zarządu Gminy Wyznaniowej Żydowskiej
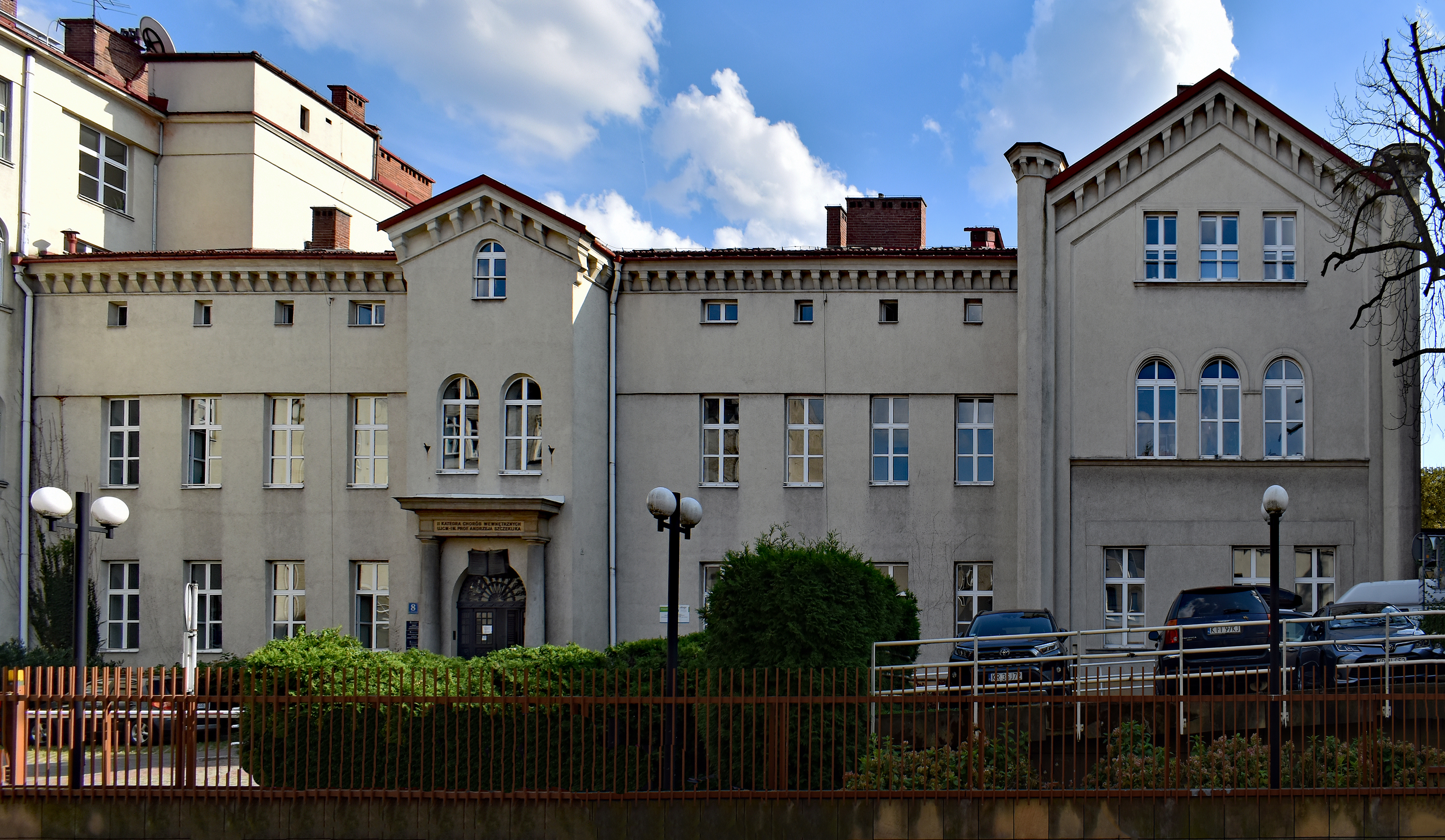
ul. Skawińska 8 Dawny Szpital Gminy Wyznaniowej Żydowskiej